# Stanisław Żórawski

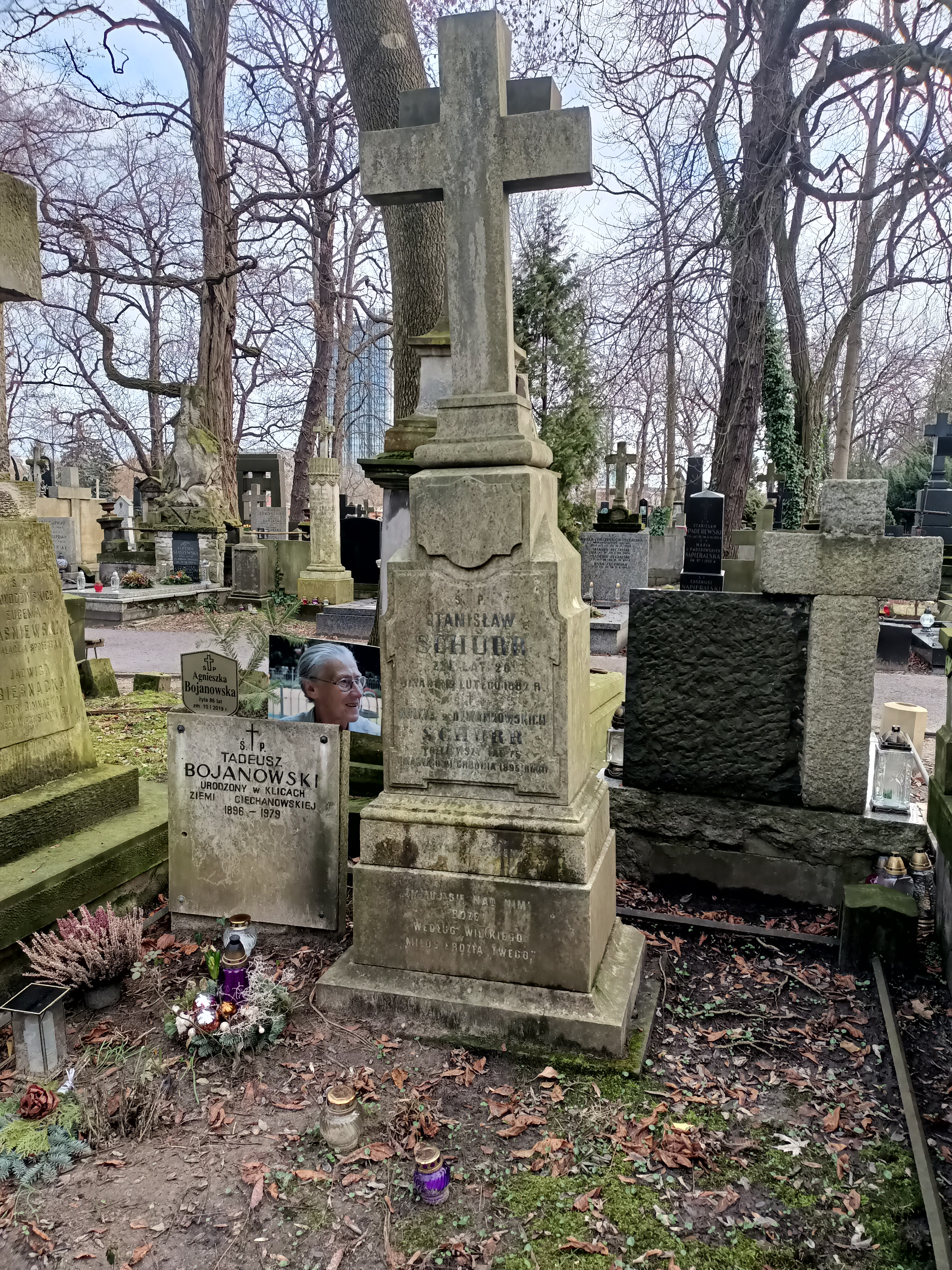
Nagrobek Stanisława Żórawskiego na cmentarzu Powązkowskim

Stanisław Karol Walenty Żórawski (vel Jordan-Żórawski) h. Trąby (ur. 6 października 1882 w Szczukach, zm. 3 sierpnia 1940 w Mauthausen-Gusen) – ziemianin, właściciel majątku Obrębiec.

## Życiorys
Syn Juliusza, dzierżawcy majątku Szczuki, jednego z najbliższych współpracowników Stanisława Chełchowskiego, oraz Kazimiery z Kamieńskich h. Jastrzębiec. Brat Kazimierza (w młodości narzeczonego Marii Skłodowskiej), Bronisławy, Władysława (1871–1934) – dyrektora cukrowni „Ciechanów”, Juliusza i Anny. Żonaty z Aliną Heleną Schurr (1882–1951), córką Władysława, miał z nią syna Andrzeja Maksymiliana (1905–1957), w latach 1943–1945 więźnia obozów w Oświęcimiu i Buchenwaldzie.
Był absolwentem Szkoły Rolniczej w Czernichowie. Działał w Stowarzyszeniu Rolniczym w Ciechanowie (od 1905), stał na czele oddziału w Przasnyszu. Był członkiem zarządu Okręgowego Towarzystwa Rolniczego Ciechanowskiego (od 1914) i delegatem do Rady Centralnego Towarzystwa Rolniczego (1917). Działał w Radzie Opiekuńczej Powiatu Przasnyskiego (1916–1918), Powiatowej Komisji Szacunkowej, brał udział w pracach sejmiku mławskiego, przewodniczył Komitetowi Pomocy Wojskowej w Przasnyszu (1918). Był też komisarzem rządowym (starostą) na powiat przasnyski (1918).
W 1920 czł. Rady Komitetu Obrony Państwa w Przasnyszu. Współorganizator Banku Spółdzielczego w Przasnyszu (1924). Udzielał się w Związku Ziemian, Związku Kółek Rolniczych, Związku Obrony Kresów Wschodnich, był prezesem dekanalnej Akcji Katolickiej i powiatowego Towarzystwa Rolniczego w Przasnyszu. Członek Diecezjalnego Komitetu Jubileuszowego 50-lecia kapłaństwa abpa Antoniego Juliana Nowowiejskiego (1931). W 1934 marszałek Kongresu Eucharystycznego Stowarzyszenia Młodzieży Polskiej Męskiej w Płocku.
6 kwietnia 1940 Stanisław Żórawski został przez Niemców aresztowany, po czym wywieziony do obozu w Działdowie, a następnie do Mauthausen-Gusen, gdzie został zamordowany. Urna z jego prochami pochowana została w Rostkowie obok kościoła pw. św. Stanisława Kostki. Tam też, w tzw. Parku Dydaktycznym, 29 maja 2005 odsłonięto jego pomnik dłuta Jana Stępkowskiego.
Na cmentarzu Powązkowskim w Warszawie znajduje się grób rodziny Schurrów (kwatera 64-2-10,11), w którym pochowana jest m.in. Alina - żona Stanisława Żórawskiego. Ponadto umieszczono tu symboliczne inskrypcje poświęcone pamięci Stanisława Żórawskiego i jego syna Andrzeja Żórawskiego.

## Ordery i odznaczenia
- Złoty Krzyż Zasługi (8 lipca 1929)[3]
- Złoty Krzyż Pro Ecclesia et Pontifice (1933)